# Рокабруна
Рокабруна (итал. Roccabruna) је насеље у Италији у округу Кунео, региону Пијемонт.
Према процени из 2011. у насељу је живело 1460 становника. Насеље се налази на надморској висини од 668 м.

## Становништво
Према резултатима пописа становништва 2011. у општини је живело 1.589 становника.
| 1931. | 1936. | 1951. | 1961. | 1971. | 1981. | 1991. | 2001. | 2011. |
| ----- | ----- | ----- | ----- | ----- | ----- | ----- | ----- | ----- |
| 2.370 | 1.919 | 1.865 | 1.506 | 1.208 | 1.177 | 1.308 | 1.460 | 1.589 |